# 天面山
天面山（てんめんざん）は、大分県大分市の西南部の大字端登と河原内の境に位置する標高403mの山である。別名、天連山。

## 概要
山頂付近は天面山森林公園として整備されており、眺望がよいのが特徴。
かつて山頂には天面山城（天連城）があり、建久年間（1190年 - 1198年）頃から大神氏の一族の阿南氏が居を構えていた。天正14年（1586年）に起きた豊薩合戦では、大友氏家臣の柴田紹安が島津方に寝返ったが、翻意を疑う島津方によって本人はこの城に、その妻子や一族は星河城にと隔てて配された。しかし、星河城は大友方に攻められ、島津方の支援なく妻子・一族が自害させられたために、紹安は再び大友方についてこの城に籠城するも、島津方に包囲され討ち死にした。毎年秋に行われる大野川合戦まつりでは、天面山森林公園が2日目に行われる天面陣の会場となっており、神楽大会、餅つき大会、絶叫大会等が行われる。
山麓にある五柱神社は、創建は不詳であるが、応永13年12月（1407年1月）に伊予国宇和郡から転居した橋本加賀守某が天面山に鎮座する五柱大明神を篤く崇敬し、現在地に社殿を造営したものと言う。御神木の杉は、樹齢400年（1988年時点）、高さ28m、幹周4.22m（2006年度時点）の大木で、大分市の名木に指定されている（指定48号）。また、五柱神社で明治時代から継承されている深山流伊与床神楽は、大分市の無形民俗文化財に指定されている。

## アクセス
天面山セラピーロードとして整備されている。
- 大南大橋付近から、大分県道622号弓立上戸次線に入り、「天面山登山口」の看板を起点とする。この起点から山頂までは約3kmで、車道に沿いに歩くと約1時間、登山道を歩くと約40-50分である[2]。
- 大分県道631号中判田犬飼線の犬飼駅-竹中駅間にある「天面山4.5km」の看板から入ると「天面山2.7km」の看板に着く。ここを起点として山頂までは約2.7kmで、車道沿いに歩くと約1時間である[2]。